# حكومة البرازيل
حكومة البرازيل (بالبرتغالية: Gabinete do Brasil‏)، تُسمى أيضًا مجلس الوزراء البرازيلي (بالبرتغالية: Conselho de Ministros‏)، ويتألف من وزراء الدولة وكبار مستشاري السلطة التنفيذية للحكومة الفيدرالية للبرازيل. يتم تعيين المسؤولين في مجلس الوزراء وإقالتهم من قبل الرئيس. يوجد حاليًا 23 وزارة، بما في ذلك ستة مكاتب على مستوى الوزارة: رئيس الأركان، والأمانة العامة للرئاسة، وأمانة العلاقات المؤسسية، وأمانة الاتصالات الاجتماعية، والمكتب الشخصي لرئيس الجمهورية، ومكتب الضمان المؤسسي. كما تساعد مؤسسات أخرى الرئاسة.

## المسؤوليات
يساعد الوزراء رئيس الجمهورية في ممارسة السلطة التنفيذية. كل وزير مسؤول عن الإدارة العامة للحقيبة الحكومية، ويرأس الوزارة الحكومة المناظرة. يقوم الوزراء بإعداد المعايير ومراقبة وتقييم البرامج الاتحادية، وصياغة وتنفيذ السياسات للقطاعات التي يمثلونها. كما أنهم مسؤولون عن وضع الاستراتيجيات والسياسات والأولويات في تطبيق الموارد العامة. بشكل عام، يعتبر الوزير الأعلى رتبة هو رئيس ديوان رئاسة الجمهورية، في حين أن الوزراء البارزين الآخرين يشملون المالية والعدل والعلاقات الخارجية والدفاع.